# Jefferson County (Washington)
Jefferson County ist ein County im US-Bundesstaat Washington mit 32.977 Einwohnern laut dem United States Census 2020. Der Sitz der Countyverwaltung (County Seat) befindet sich in Port Townsend.

## Geographie
Das County hat eine Fläche von 5655 Quadratkilometern; davon sind 956 Quadratkilometer (16,91 Prozent) Wasserfläche.

## Geschichte
Das Jefferson County wurde am 22. Dezember 1852 aus Teilen des Thurston County gebildet. Benannt wurde es nach Thomas Jefferson, dem dritten Präsidenten der Vereinigten Staaten (1801–1809), dem hauptsächlichen Verfasser der amerikanischen Unabhängigkeitserklärung und einer der einflussreichsten Staatstheoretiker der Vereinigten Staaten.

## Demografische Daten

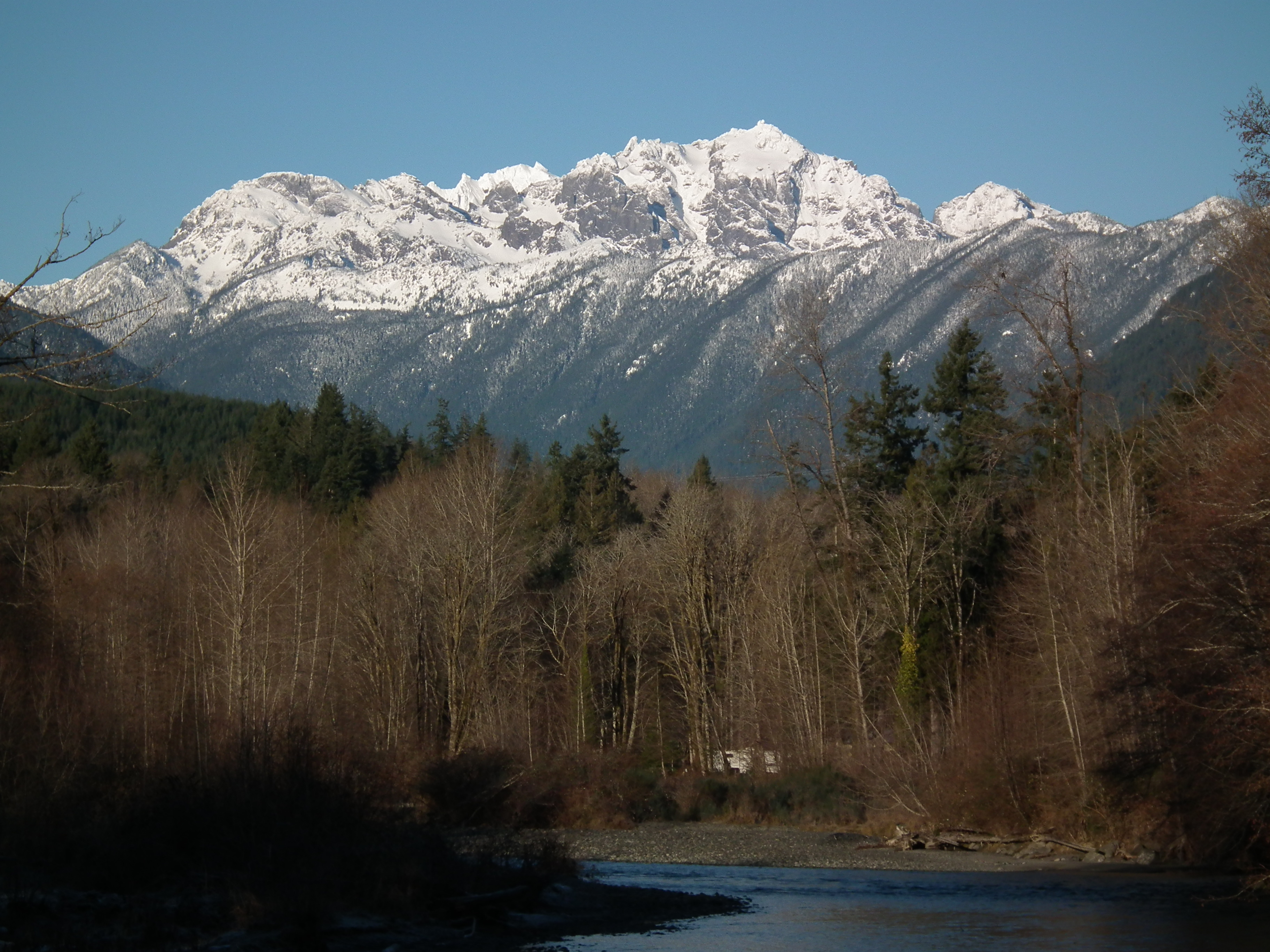
Der Mount Constance im Dosewallips State Park

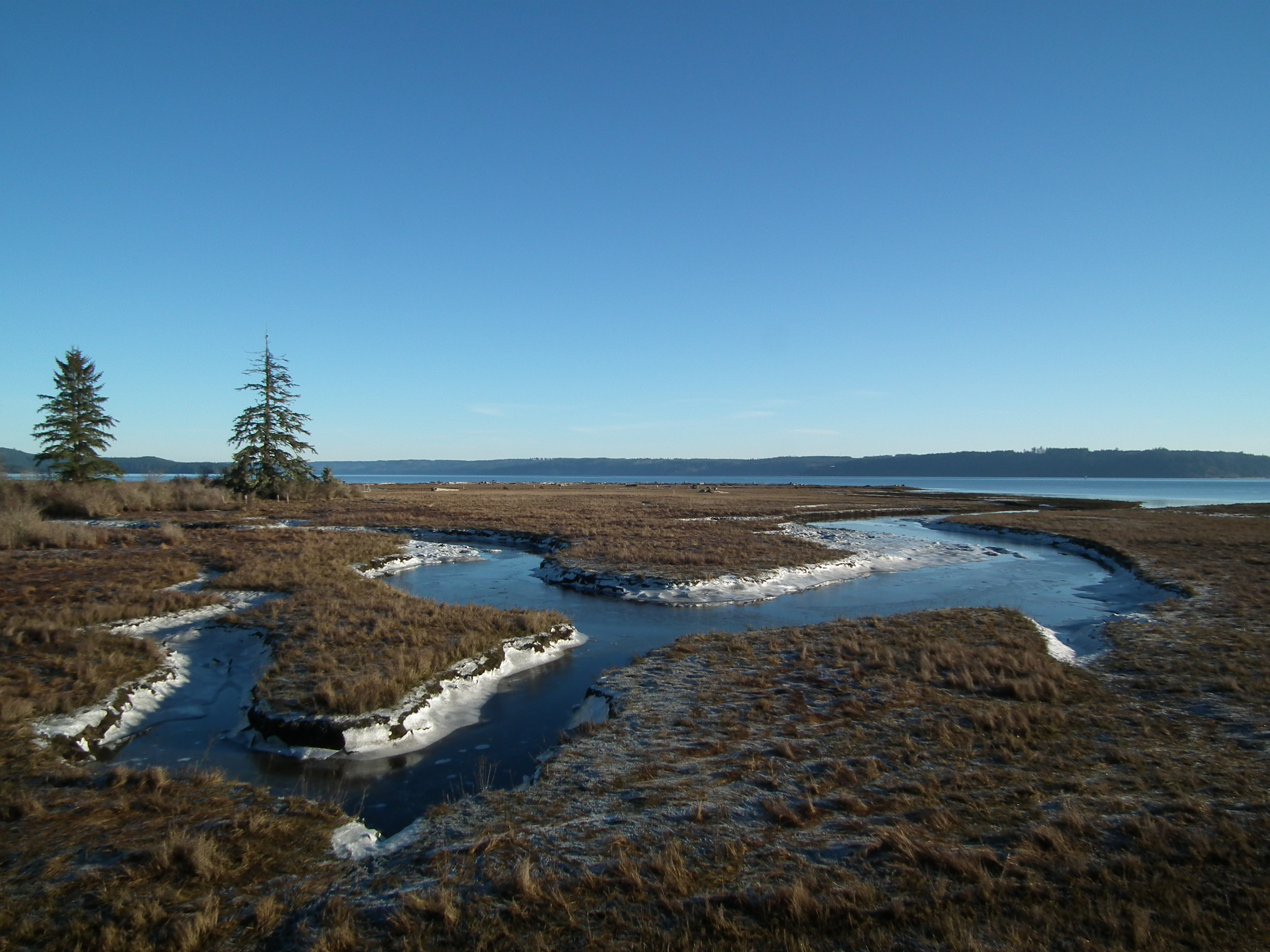
Mündung des Dosewallips Rivers im Dosewallips State Park

Nach der Volkszählung im Jahr 2000 lebten im County 25.953 Menschen. Es gab 11.645 Haushalte und 7.580 Familien. Die Bevölkerungsdichte betrug 6 Einwohner pro Quadratkilometer. Ethnisch betrachtet setzte sich die Bevölkerung zusammen aus 92,17 % Weißen, 0,42 % Afroamerikanern, 2,31 % amerikanischen Ureinwohnern, 1,19 % Asiaten, 0,13 % Bewohnern aus dem pazifischen Inselraum und 0,76 % aus anderen ethnischen Gruppen; 3,02 % stammten von zwei oder mehr ethnischen Gruppen ab. 2,06 % der Bevölkerung waren spanischer oder lateinamerikanischer Abstammung.
Von den 11.645 Haushalten hatten 23,20 % Kinder und Jugendliche unter 18 Jahre, die bei ihnen lebten. 53,60 % waren verheiratete, zusammenlebende Paare, 8,20 % waren allein erziehende Mütter. 34,90 % waren keine Familien. 28,50 % waren Singlehaushalte und in 11,70 % lebten Menschen im Alter von 65 Jahren oder darüber. Die Durchschnittshaushaltsgröße betrug 2,21 und die durchschnittliche Familiengröße lag bei 2,67 Personen.
Auf das gesamte County bezogen setzte sich die Bevölkerung zusammen aus 19,80 % Einwohnern unter 18 Jahren, 5,00 % zwischen 18 und 24 Jahren, 21,60 % zwischen 25 und 44 Jahren, 32,50 % zwischen 45 und 64 Jahren und 21,10 % waren 65 Jahre alt oder darüber. Das Durchschnittsalter betrug 47 Jahre. Auf 100 weibliche Personen kamen 95,80 männliche Personen, auf 100 Frauen im Alter ab 18 Jahren kamen statistisch 94,40 Männer.

Das jährliche Durchschnittseinkommen eines Haushalts betrug 37.869 USD, das Durchschnittseinkommen der Familien betrug 45.415 USD. Männer hatten ein Durchschnittseinkommen von 37.210 USD, Frauen 25.831 USD. Das Prokopfeinkommen betrug 22.211 USD. 11,30 % der Bevölkerung und 7,20 % der Familien lebten unterhalb der Armutsgrenze. 16,60 % davon waren unter 18 Jahre und 6,00 % waren 65 Jahre oder älter.